# Marija Obradović
Marija Obradović, cyr. Марија Обрадовић (ur. 24 czerwca 1974 w Kraljevie) – serbska polityk i dziennikarka, parlamentarzystka, w latach 2020–2022 minister administracji publicznej i lokalnej.

## Życiorys
Ukończyła szkołę średnią w rodzinnej miejscowości. Następnie kształciła się w akademii pedagogicznej w Kruševacu, odbyła też studia nauczycielskie na Uniwersytecie w Belgradzie. W latach 1991–2008 pracowała jako dziennikarka, była związana głównie z RTS. Dołączyła do Serbskiej Partii Postępowej, w latach 2008–2012 pracowała w służbach informacyjnych tego ugrupowania. W 2016 powołana na wiceprzewodniczącą ugrupowania. W 2012 po raz pierwszy uzyskała mandat posłanki do Zgromadzenia Narodowego. Na kolejne kadencje wybierana w wyborach w 2014, 2016 i 2020. W serbskim parlamencie była m.in. przewodniczącą komisji obrony i spraw wewnętrznych.
W październiku 2020 dołączyła do nowo powołanego drugiego rządu Any Brnabić, stając w nim na czele ministerstwa administracji publicznej i lokalnej. Urząd ten sprawowała do października 2022.